# 小林精次
小林 精次（こばやし せいじ）は日本の工学者。早稲田大学名誉教授。専門は電気工学、自動制御。
1953年に早稲田大学理工学部電気工学科に入学し、卒業後は同大学に半世紀に渡って勤める。早稲田大学理工学部電気電子情報工学科教授としてインテリジェントコントロール研究室を担当し、計測・制御工学の分野でニューラルネットワークによる制御手法、適応制御系の構成法、列車群の制御手法などを研究した。2003年度に理工学部電気・情報生命工学科教授として定年退職し名誉教授となる。
学会にはシステム制御情報学会、計測自動制御学会、電気学会などに所属した。

## 著書
- 国立情報学研究所 収録論文 国立情報学研究所.2010-05-05閲覧。